# Rosa irysthonica
Rosa irysthonica es una especie de planta del género Rosa, de la familia Rosaceae.

## Taxonomía
Rosa irysthonica fue descrita por Manden. en 1965.

## Distribución
Se encuentra en el territorio de Transcaucasia.